# Francisco Bens
Francisco Bens Argandoña (La Habana, 28 de junio de 1867-Madrid, 5 de abril de 1949) fue un militar y administrador colonial español. Fue uno de los primeros gobernadores del Sáhara español, y su labor fue fundamental para asentar el dominio español en el territorio.

## Biografía
Con quince años ingresó en la Academia Militar de La Habana, graduándose como alférez a los dieciocho años. Trasladado a la península, participó en la represión de la sublevación republicana del brigadier Villacampa en Madrid (19 de septiembre de 1886). En 1893 participó en la fuerza de auxilio enviada a Melilla, donde tropas españolas se encontraban asediadas por los rifeños en el fuerte de Cabrerizas Altas (en los combates había perdido la vida el gobernador de Melilla, el general Margallo). Es lo que se conoce como la guerra chica. En febrero de 1896 es enviado a Cuba, participando en la guerra de Independencia cubana. Su actuación, valiente y esforzada, le mereció ser distinguido con cuatro cruces rojas al mérito militar. Al terminar la guerra, en la que Cuba alcanzó la independencia, regresa a España con el grado de capitán.
En diciembre de 1903 es nombrado gobernador político-militar de la colonia de Río de Oro, y el 17 de enero de 1904 desembarca en la bahía de Villa Cisneros. El dominio español era precario y se circunscribía al establecimiento de Villa Cisneros. Bens trata de atraerse a los nativos, al tiempo que emprende expediciones hacia el interior, con el propósito de hacer que la presencia española fuera no sólo teórica sino efectiva. En 1907, Bens pasa a Aargub, al otro lado de la bahía, y en 1910 realiza una expedición de cuatrocientos kilómetros hasta Atar en el Adrar Stemar, ya bajo dominio colonial francés.
El 29 de junio de 1916 ocupó cabo Juby en calidad de protectorado (la ciudad principal sería bautizada como Villa Bens en su honor), y el 30 de noviembre de 1920 ocupó La Güera, en Cabo Blanco, tras negociar con los notables de las tribus de la zona. En 1916 fue ascendido a teniente coronel como recompensa a los relevantes méritos y notorios servicios prestados en Río de Oro (hay que señalar que normalmente los ascensos extraordinarios se concedían por "méritos de guerra"). En 1925, con el grado de coronel, fue relevado de su mando en la provincia del Sáhara. Su labor en el Sáhara tendría una gran importancia en la posterior ocupación del territorio interior saharaui y en el afianzamiento del dominio colonial español.
Posteriormente fue ascendido a general honorífico y, al morir, el 5 de abril de 1949, estaba en posesión de numerosas condecoraciones.
Publicó en 1947 Mis memorias. Veintidós años en el desierto.

## Familia
Era hijo de José Bens Alcause, músico militar destinado en Cuba, oriundo de Sevilla y de Josefa Argandoña López. Tuvo quince hermanos, algunos de los cuales también siguieron la carrera militar. Su infancia y adolescencia trascurrieron entre estrecheces.